# Davidaster rubiginosus
Comatule dorée
Espèce
Synonymes
- Actinometra lineata Carpenter, 1880[1]
- Actinometra rubiginosa (Pourtalès, 1869)[1]
- Antedon rubiginosa Pourtalès, 1869[1]
- Davidaster rubiginosa (Pourtalès, 1869)[1]
- Nemaster iowensis Springer, 1902[1]
- Nemaster lineata (Carpenter, 1880)[1]
- Nemaster mexicanensis Tommasi, 1966[1]
- Nemaster rubiginosa (Pourtalès, 1869)[1]

Davidaster rubiginosus, communément appelé la Comatule dorée, est une espèce de crinoïdes de la famille des Comasteridae (ordre  des Comatulida).

## Description
C'est une grande comatule diurne. Son corps (le calice ou thèque) est toujours dissimulé dans une anfractuosité ou une éponge, pendant que ses bras sont érigés dans l'eau de jour comme de nuit pour capturer le plancton qui y dérive.
Ces bras, longs de 10 à 40 cm (mais en grande partie dissimulés dans la cachette), sont au nombre de 20 à 35, et leur extrémité est le plus souvent enroulée en crosse. La couleur en est très variable, mais la forme la plus classique porte un rachis noir et des pinnules jaune orangé; cependant le rachis peut être coloré, et les pinnules peuvent aller de vert à brun (mais jamais blanc).

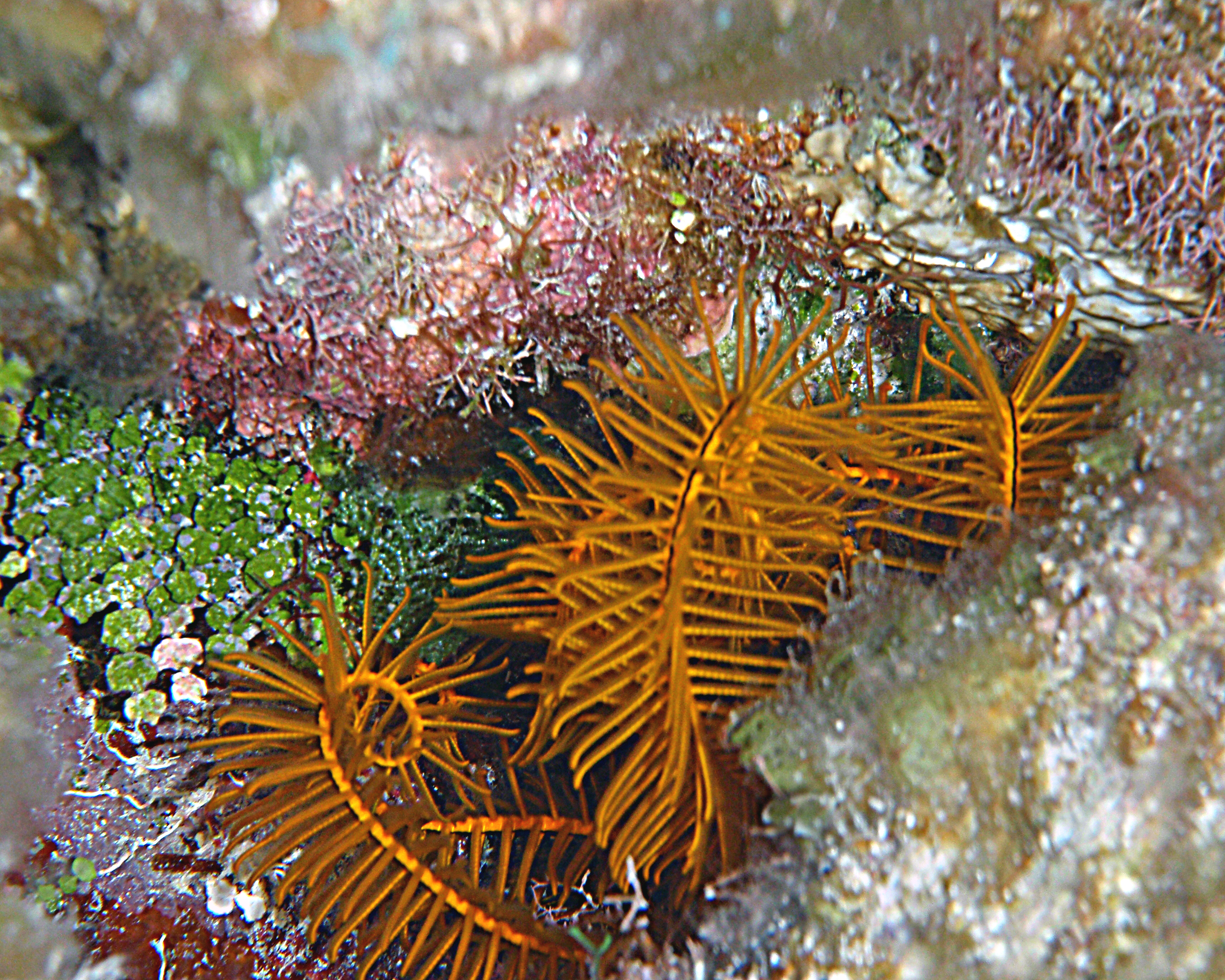
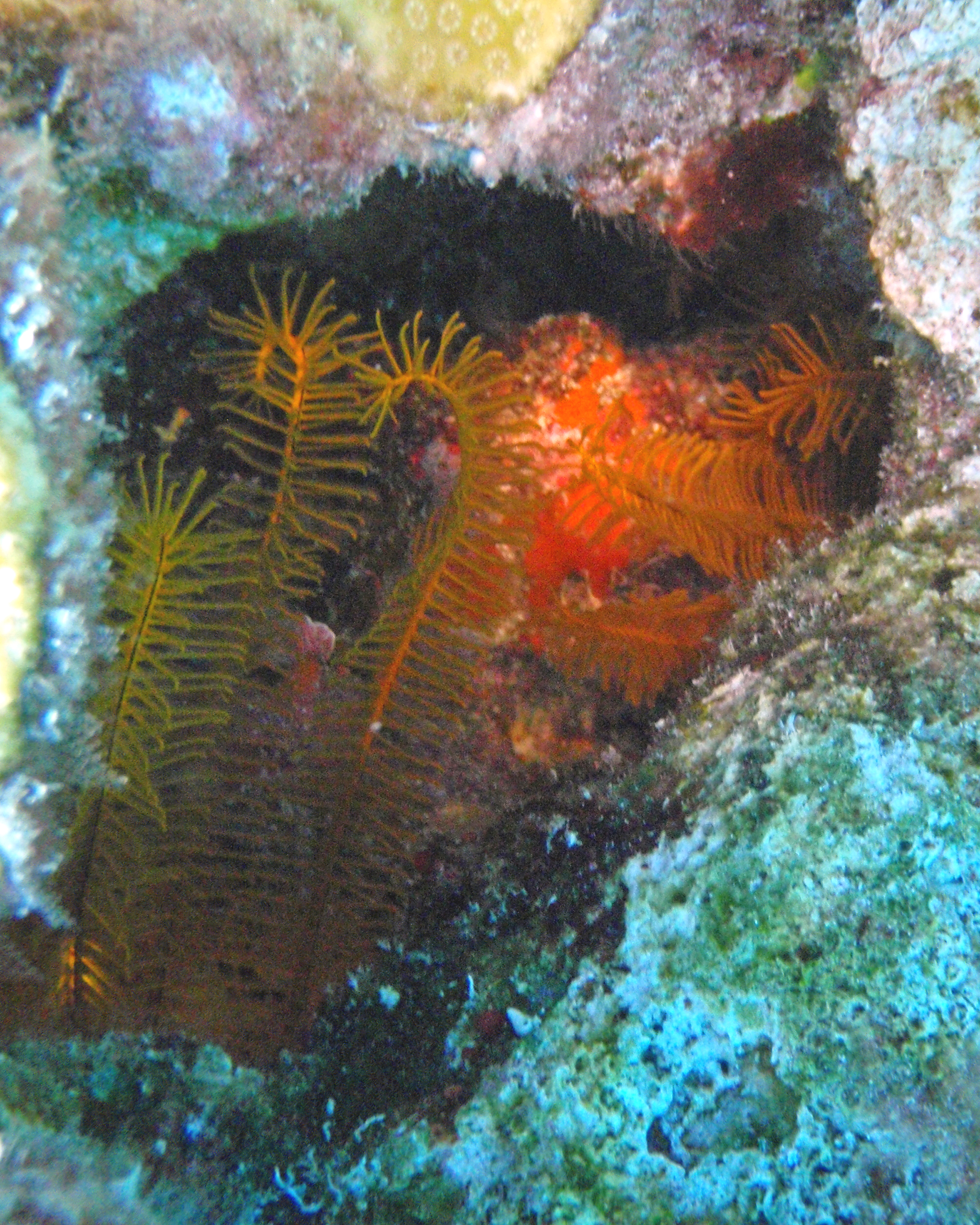
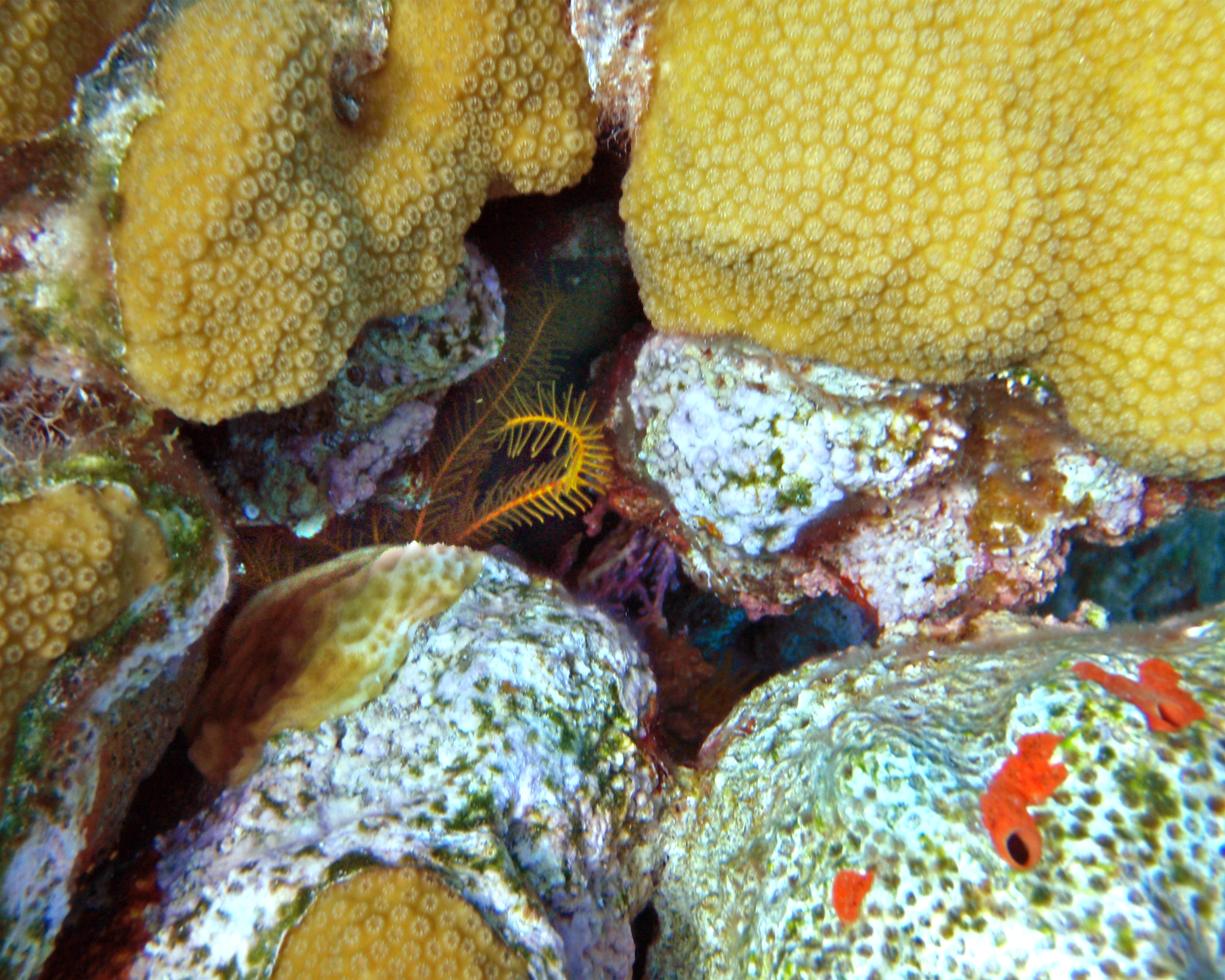

## Habitat et répartition
On trouve cette comatule dans tout le golfe du Mexique et notamment la mer des Caraïbes et jusqu'au Venezuela ; elle est l'une des comatules les plus classiques de la région.
Cette comatule se rencontre entre 5 et 60 m de profondeur, sur des pentes accidentées et exposées mais avec un courant modéré.

## Écologie et comportement

### Locomotion
Cette comatule vit d'abord fixée au substrat, puis devient vagile tout en conservant des mœurs sédentaires. Dérangée, elle est capable de se rétracter dans son abri, ou de ramper sur ses cirres griffues.

### Reproduction et croissance
La reproduction est sexuée et gonochorique : mâles et femelles relâchent leurs gamètes en même temps grâce à un signal phéromonal, en pleine eau, où les œufs vont se féconder et se développer. Les larves évoluent parmi le plancton pendant quelques jours, puis se fixent à un support pour entamer leur métamorphose en pentacrine (stade larvaire pédonculé sessile). Une fois matures, les comatules perdent leur pédoncule et peuvent se déplacer pour trouver les meilleurs zones de chasse.
Les comatules ont un excellent potentiel de régénération, et peuvent reconstituer un bras perdu en quelques semaines.

### Alimentation
Comme tous les crinoïdes, cette comatule est suspensivore. Ses longs bras ramifiés munis de pinnules filtrent l'eau, et retiennent les particules en suspension (plancton, neige marine, particules organiques en suspension…) en s'enroulant, avant de transmettre le butin aux tentacules collants qui tapissent les sillons ambulacraires. La nourriture circule ensuite le long de ces sillons comme sur un tapis roulant, pour arriver finalement à la bouche, d'où elles passera dans le tube digestif.
Pour augmenter leur efficacité, les comatules se tiennent généralement perpendiculaires au courant, et recherchent les zones où le plancton est abondant.

### Symbioses, parasitisme et commensalisme
Certains petits animaux vivent spécifiquement à proximité ou sur cette comatule, comme les crevettes nettoyeuses Synalpheus townsendi et Periclimenes bowmani (dont la couleur mime généralement celle de l'hôte), mais aussi d'autres arthropodes, des ophiures, de petits poissons... Ces comatules peuvent aussi être parasitées par des vers (plats ou ronds), comme les annélides du genre Myzostoma.